# Колготки

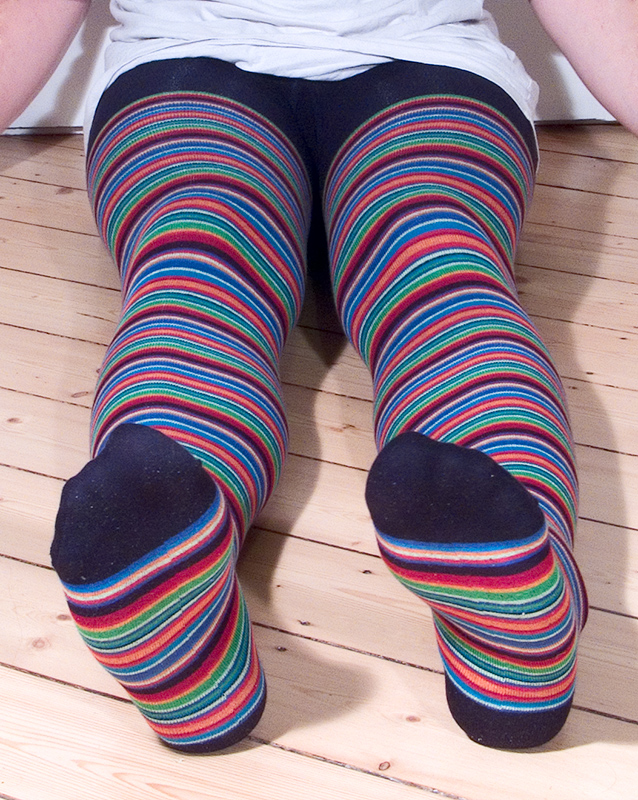
Дитина в трикотажних колготках

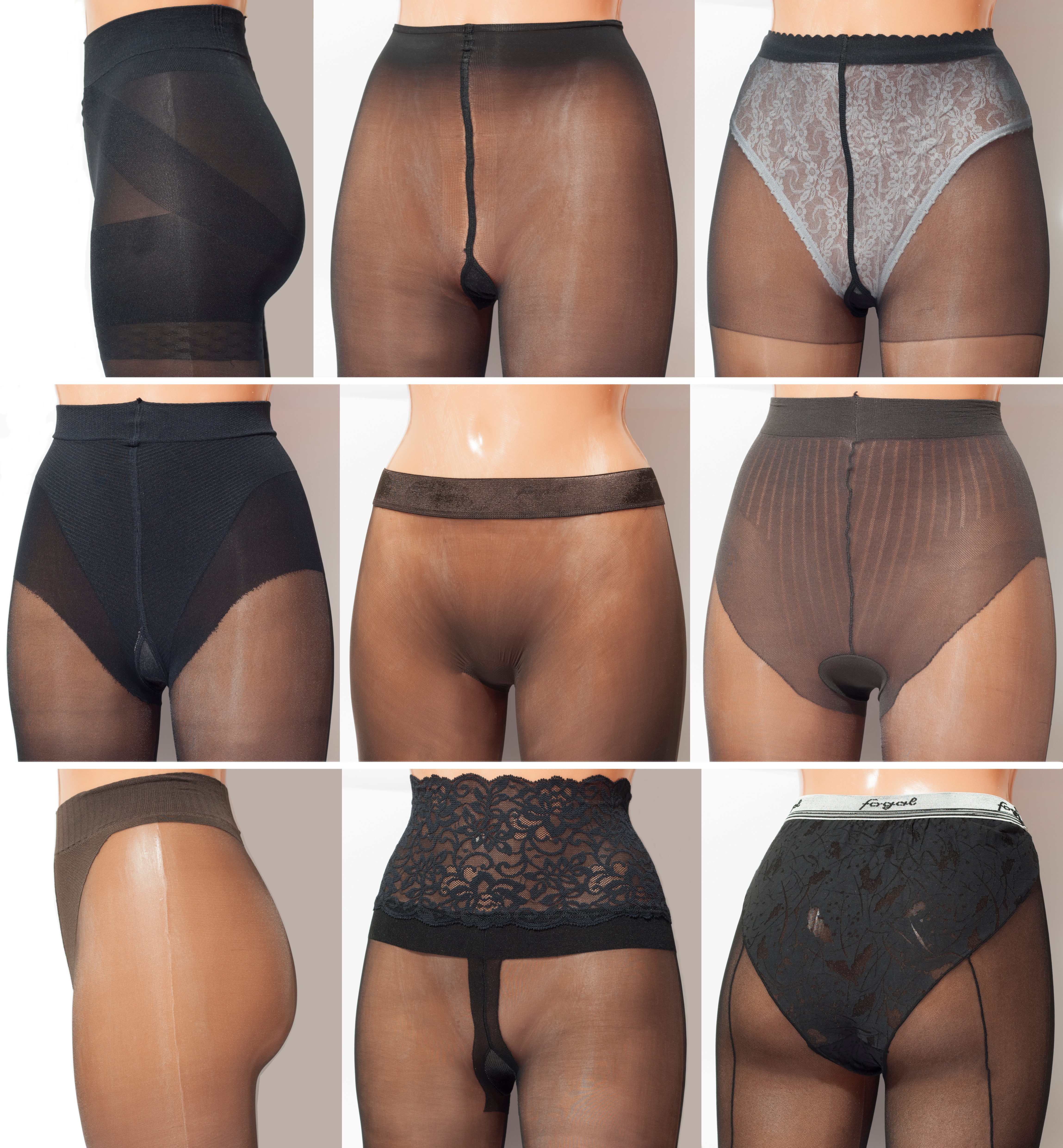
Види трусиків колгот: від поширених до рідкісних

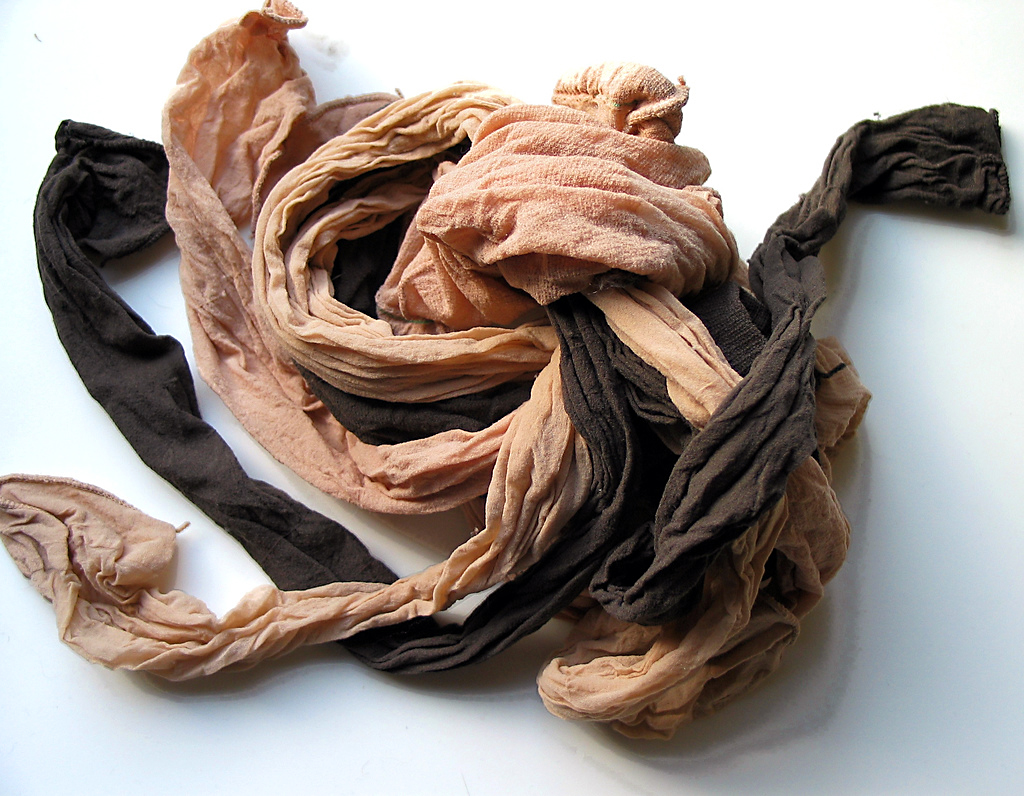
Жмут колготок різних тонів

Колго́тки (від чеськ. kalhoty, досл. «штани») — вид спідньої білизни, що являє собою пару панчіх, з'єднану з трусами.
Виготовляються з різних еластичних матеріалів: шовку, нейлону, спандексу, лайкри, різних кольорів і щільності (деньє). Найпопулярніші колготки тілесного і чорного кольору. Також випускаються трикотажні колготки, спеціальні підтримувальні (наприклад, для вагітних), моделювальні колготки та компресійні від варикозу. Є колготки, що зберігають тепло — термоколготки.

## Історія
У США моду на колготки ввела в 1940-х роках акторка та танцівниця Енн Міллер. До середини 1960-х потреби в колготках не було: жінки носили панчохи, які надягали під відносно довгі спідниці. З винаходом англійкою Мері Куант мініспідниці виникла потреба в принципово новому виробі.
У СРСР мода на колготки прийшла з Чехословаччини, тому ми досі користуємося чеським найменуванням, яке дослівно означає «штани» («колготки» чеською будуть punčocháče чи punčochové kalhoty). У радянському ГОСТі, щоправда, довгий час трималася інша назва — «панчохові рейтузи». З часом мода на міні пройшла, але колготки назавжди залишилися в гардеробі. У 1980-ті роки виникла мода на кольорові та ажурні колготки. Початок 1990-х ознаменувався інтересом до колготок з підвищеним вмістом лайкри, причому особливо актуальними вважалися «блискучі» зразки.
Перші колготки мали верхню частину у вигляді білих бавовняних трусиків, проте з часом вони стали виготовлятися повністю з одного матеріалу. Використання синтетичних тканин в частині трусиків викликало необхідність для дотримання гігієни додатково надягати під колготки спідню білизну з натуральних тканин. Зараз усі якісні колготки містять гігієнічну ластовицю, і необхідності носіння додаткової пари спідньої білизни під колготками немає. Щобільше, медиками доведено, що носіння одночасно кількох пар спідньої білизни сприяє розвитку дріжджових інфекцій.

## Щільність
Щільність і еластичність нитки в колготках вимірюється в деньє (den): чим більше значення den, тим щільніший матеріал. Число деньє означає вагу в грамах нитки довжиною 9 км (40 den означає, що 9 км нитки колготок важать 40 г). Також іноді щільність колготок вимірюється в одиницях DTEX («децитекс»)

## Різновиди
- Еластичні колготки (з капрону, поліаміду та інших синтетичних матеріалів).
- Трикотажні (вовняні, напіввовняні, бавовняні).
- Ажурні (колготки в сіточку).
- Підтримувальні колготки (наприклад, для вагітних),
- Лікувальні або компресійні (колготки від варикозу, які знімають відчуття важкості у ногах; такі колготки стискують ноги та стопи, сприяючи поліпшенню кровообігу, що може допомогти зменшити набряк, втому та біль у м'язах, а також зменшити ризик утворення тромбозу глибоких вен[2]).
- Термоколготки (колготки, виготовлені з особливої пряжі спеціально змішаних ниток натуральних і синтетичних волокон, таких як: кашемір, вовна мериноса, бавовна, мікромодал, лайкра).
- Моделювальні колготки.